# Haruna Okuno
Haruna Okuno (jap. 向田真優 Okuno Haruna; ur. 18 marca 1999) – japońska zapaśniczka walcząca w stylu wolnym. Mistrzyni świata z 2017, 2018 i 2023 roku.
Brązowa medalistka igrzysk azjatyckich w 2018, a także mistrzostw Azji w 2025. Triumfatorka Pucharu Świata w 2018 i 2019. 
Złota medalistka MŚ U-23 w 2017, 2019 i 2022. Mistrzyni świata juniorek w 2019 i kadetek w 2016 roku.
Absolwentka Shigakkan University w Ōbu. Jej młodsza siostra Rina została wicemistrzynią świata juniorów w 2015 roku.